# Monsieur Joseph
Pour plus de détails, voir Fiche technique et Distribution.
Monsieur Joseph est un téléfilm franco-belge de 90 minutes réalisé par Olivier Langlois en 2006 et diffusé en 2007, inspiré du roman de Georges Simenon : Le Petit Homme d'Arkhangelsk

## Synopsis
Ancien instituteur, Monsieur Joseph, né dans la région de Tizi-Ouzou en Algérie, d'un père kabyle et d'une mère française, tous deux tués dans un attentat, tient une librairie depuis près de 45 ans dans une petite ville du Nord de la France. Il a passé toutes ces années à s'intégrer et à vivre comme tout le monde.
Un jour, il épouse Tina, une fille beaucoup plus jeune que lui. Ils conviennent qu'elle peut aller chercher ailleurs ce qu'il ne peut lui offrir. Sa nouvelle femme prend donc l'habitude de « s'absenter » pendant une à deux nuits. Mais cette fois-ci, elle ne rentre pas. À son entourage, inquiet de l'absence de la jeune femme, il prétend qu'elle s'est rendue à Valenciennes chez une amie et qu'elle va rentrer bientôt. Mais ce mensonge devient pesant au fil du temps et le quartier commence à avoir des soupçons à son égard. D'autant qu'une jeune femme avait été retrouvé morte dans le canal traversant le village, quatre ans auparavant et dont le meurtrier ne fut jamais retrouvé. Fred, le frère de Tina, n'aimant guère son beau-frère, fait courir la rumeur que Joseph ne serait pas étranger au meurtre.
Il devient l'homme à éviter et tous les regards l'accusent. Quarante-cinq années d'intégration et d'amitiés balayées en trois jours par le regard des autres et le qu'en-dira-t-on…

## Fiche technique
- Réalisation : Olivier Langlois
- Scénario : Jacques Santamaria, d'après le roman de Georges Simenon, Le Petit Homme d'Arkhangelsk
- Directeur de la photographie : Pierre Rabaud
- Musique : Éric Neveux
- Montage : Aurique Delannoy
- Décors : Jimmy Vansteenkiste
- Costumes : Corinne Le Flem
- Casting : Marie-Claude Schwartz
- Son : Philippe Fabbri
- Dates de diffusion : 
  - le 11 septembre 2007 sur La Une, RTBF
  - le 19 septembre 2007 sur France 2
  - le 4 septembre 2009 sur France 2
  - le 4 janvier 2013 sur TV5 Monde

## Distribution
- Daniel Prévost : Monsieur Joseph
- Julie-Marie Parmentier : Tina
- Serge Riaboukine : le commissaire Boucheron
- Catherine Davenier : Martine Palestri
- Franckie Defonte : Fred
- Didier Lafaye : Ancel
- Jean-François Gallotte : Julien
- Gabrielle Lopes Benites : Zoé
- Peggy Leray : Marie Gadet
- Bernard Graczyk : Fayard
- Jean-Pol Brissart : le prêtre
- Audrey Beaulieu : Sandrine Delombre
- Polerick : le policier
- René Pillot : Jeannot
- Anne Cuvelier : Mme Lenoir
- Marie Felix : la serveuse de la pizzeria
- Nicolas Carpentier : Cédric Dufour
- Claudine Vigreux : Mme Devaux
- Laurence Miot : Mme Ancel

## Autour du film
Le téléfilm déplace l'action, que le roman situait dans une petite ville du Berry, dans la région de Valenciennes. Le petit homme originaire d'Arkhangelsk (Russie) dans le roman, y devient un Franco-Kabyle natif de Tizi Ouzou.
Le film a été entièrement tourné dans le département du Nord, notamment à Croix, mais aussi Roubaix, Tourcoing et Camphin-en-Carembault.
C'est durant le tournage que la propre épouse de Daniel Prévost, qui incarne Monsieur Joseph, Yette, décède le 21 mars 2007 dans un hôtel lillois, alors qu'elle accompagnait son mari, à ce moment sur le tournage[réf. nécessaire].

## Récompense
- Meilleure interprétation masculine pour Daniel Prévost au Festival de la fiction TV de La Rochelle 2007[1]